# 鏡味仙之助
鏡味 仙之助（かがみ せんのすけ、1949年8月13日 - 2001年9月12日）は、太神楽曲芸協会、落語協会に所属していた太神楽曲芸師。本名∶山原 澄。

## 芸歴
- 1955年∶十二代目鏡味小仙に入門、「清」で初舞台。
- 1965年∶「仙之助」と改名。その後、師匠の娘である鏡味弥生とコンビ結成、のちに夫婦となる。
- 1973年∶鏡味仙三郎とコンビを結成。
- 2001年9月∶死去。

## 弟子

### 廃業
- 鏡味仙弥

## 受賞歴
- 1978年∶芸術祭優秀賞
- 1980年∶東京都無形文化財指定